# Arendsee (Altmark)
Arendsee település Németországban, azon belül Szász-Anhalt tartományban. Lakosainak száma 6666 fő (2023. december 31.).

## Népesség
A település népességének változása:
| Lakosok száma | 6929 | 6722 | 6750 | 6791 | 6797 | 6666 |
|               | 2015 | 2017 | 2019 | 2021 | 2022 | 2023 |